# Cour Saint-Émilion (metropolitana di Parigi)
Cour Saint-Émilion è una stazione della linea 14 della metropolitana di Parigi.

## La stazione

### Ubicazione
La stazione è situata a sud del parco di Bercy, orientata trasversalmente, prima di attraversare la Senna passando sotto il suo alveo.

### Origine del nome
Saint-Émilion è il nome di una denominazione di origine controllata di un vino della regione di Bordeaux. La stazione si trova nella vecchia stazione di stazione di Parigi Bercy, dove arrivavano i treni che trasportavano i vini dal sud della Francia.

### Storia
La stazione venne aperta il 15 ottobre 1998 assieme al primo tratto della linea 14 Madeleine - Bibliothèque.

### Accessi
- cour Chamonard, scala, scala mobile ed ascensore

## Interconnessioni
- Bus RATP - 24, 109, 111, 64.

## Galleria d'immagini

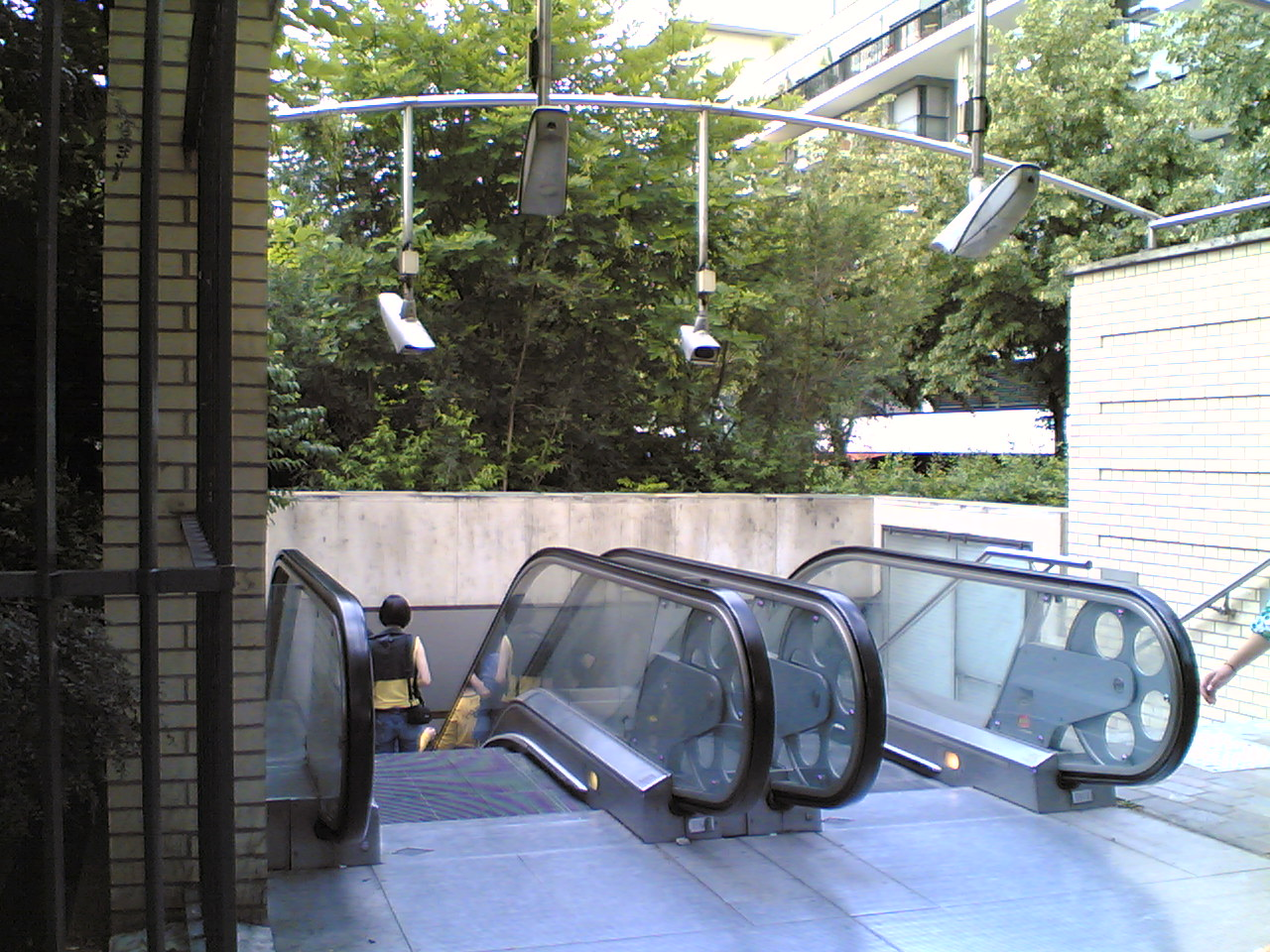
Ingresso
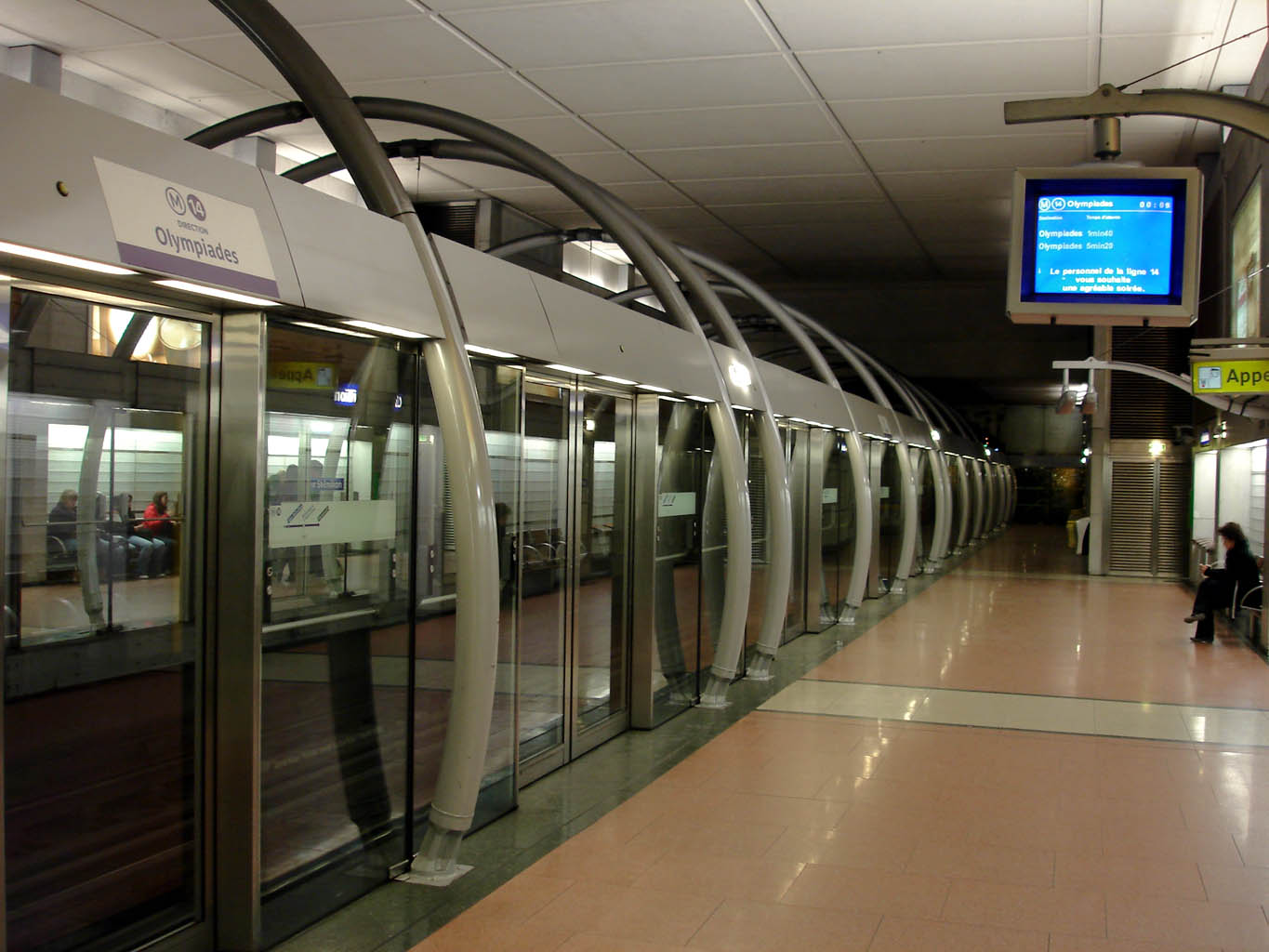
Banchina in direzione Olympiades
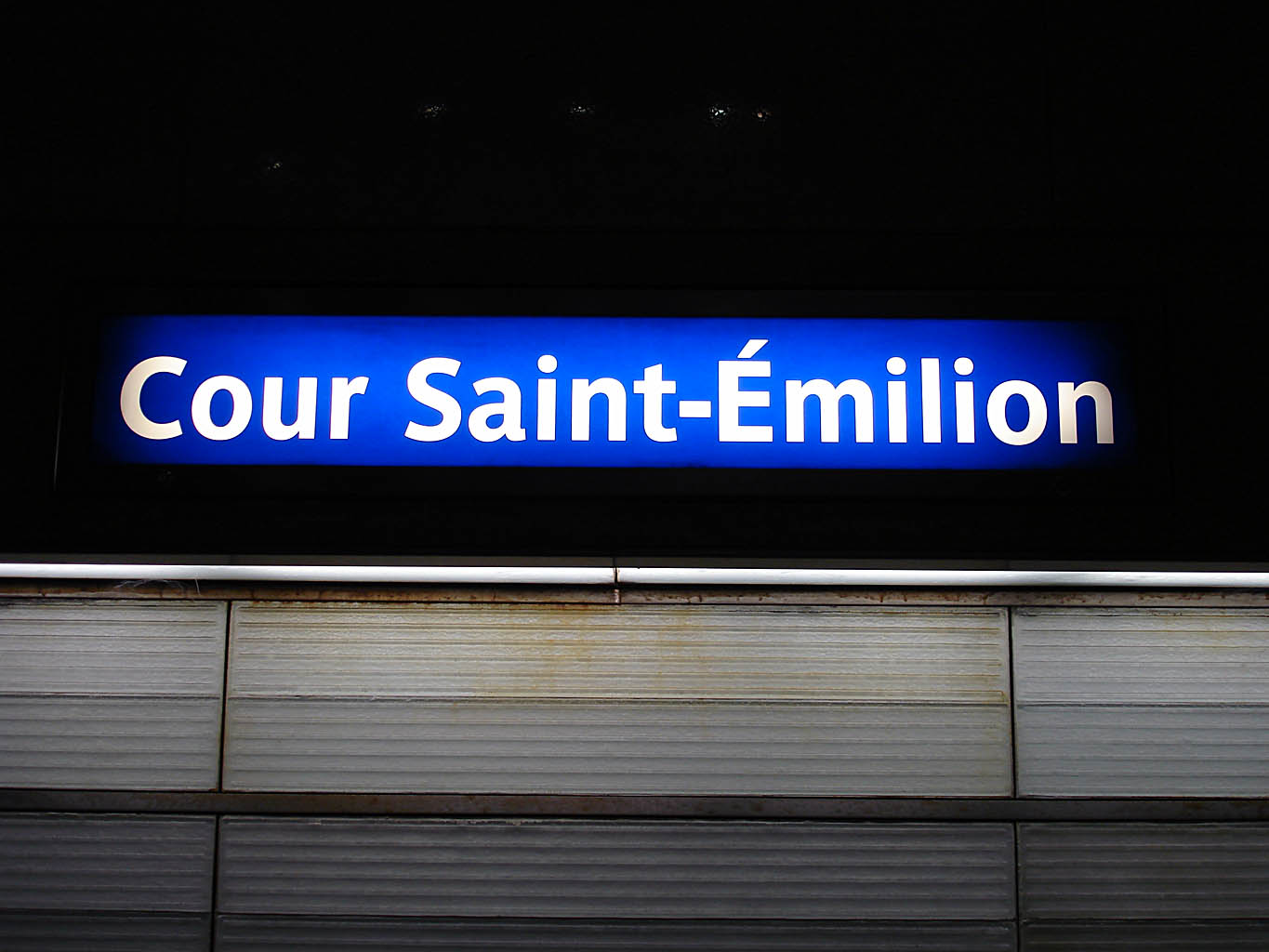
Cartello